# Falling In Love (2NE1의 노래)
"Falling In Love"는 대한민국의 여성 음악그룹 2NE1의 노래이다. 2013년 7월 8일 KT 뮤직을 통해 발매되었다. "Falling In Love"는 가온 디지털 종합 차트 7월 3추자에서 1위를 했고, 빌보드 K-Pop 핫 100에서는 2위를 했다.

## 뮤직비디오
"Falling In Love"의 뮤직비디오는 2013년 7월 8일 음원 발매와 동시에 공개되었다. 뮤직비디오에는 모델 이수혁과 홍종현이 출연했다.

## 평가
《이즘》의 이종민은 "레게 리듬이 전체를 주무르면서 전달되는 힙합 기운은 일 년 만에 복귀하는 투애니원만의 전투적 이미지를 다시금 확인시켜준다. 안타까운 건 씨엘의 랩에서 지나칠 만큼 송백경과 테디의 향수가 강하게 일어난다는 점이다. 보컬과 랩에서 정형화된 스타일을 강요하지 않았던, YG의 장점이 조금 무색해진 것 같다."며 별 5개 만점에 3개를 부여했다.

## 차트
| 차트                       | 최고 순위 |
| -------------------------- | --------- |
| 한국 가온 디지털 종합 차트 | 1         |
| 한국 빌보드 K-Pop 핫 100   | 2         |